# Mariama Jamankaová
Mariama Jamankaová (* 23. srpna 1990 Berlín) je německá bobistka, jezdící na pozici pilotky. Její otec pochází z Gambie, matka je Němka. Absolvovala Gymnázium Bedřicha Engelse v Reinickendorfu a je příslušnicí Bundeswehru. Původně se věnovala atletice v oddíle LG Nord Berlin, v hodu kladivem vytvořila osobní rekord 48,42 m. V roce 2013 se soustředila na boby a od roku 2015 reprezentuje Německo ve Světovém poháru. V roce 2017 vyhrála s brzdařkou Annikou Drazekovou mistrovství Evropy v jízdě na bobech a byla členkou vítězného družstva na mistrovství světa v jízdě na bobech. Spolu s Lisou Buckwitzovou vyhrála soutěž v dvojbobu žen na zimní olympiádě 2018 v jihokorejském Pchjongčchangu. V hodnocení Světového poháru 2017/18 obsadila celkové třetí místo.